# Хімічна реакція з переносом заряду
Хімічна реакція з переносом заряду (рос. реакция с переносом заряда, англ. charge-transfer reaction, [charge-exchange reaction]
- 1. Хімічна реакція, де електричний заряд (звичайно електрон) переноситься від одного реактанту до іншого. У випадку електродної реакції електроди виступають як реактанти. Електродна реакція таким чином є гетерогенною реакцією з переносом заряду.
- 2. У мас-спектрометрії — реакція між йоном та нейтральною частинкою, при якій заряд йона-реактанта передається на нейтральну частинку, так що йон стає нейтральною частинкою.

## Реакція з частковим переносом заряду
Реакція за участю йонів чи нейтральних хімічних частинок, в якій заряд багатозарядного йона-реактанта зменшується.